# Linares Deportivo
Linares Deportivo is een Spaanse club uit Linares, die uitkomt in de Primera División RFEF en werd opgericht in 2009 als vervanging van het door geldproblemen opgeheven CD Linares. De club speelt zijn thuiswedstrijden in Estadio Municipal de Linarejos te Linares in de provincie Jaén.
Tijdens het overgangsjaar van de Segunda B 2020/21 kon de ploeg een plaats op het nieuwe derde niveau van het Spaanse voetbal, de Primera División RFEF, afdwingen.  Tijdens het eerste seizoen in deze nieuwe competitie eindigde de ploeg vijfde, wat een deelname in de eindronde opbracht.  Tijdens de eerste ronde bleek Deportivo La Coruña echter met 4-0 veel te sterk te zijn.